# Finiscimi
Finiscimi è un singolo del cantautore italiano Sangiovanni, pubblicato il 7 febbraio 2024.
Il brano è stato presentato in gara durante il 74º Festival di Sanremo, dove si è classificato al ventinovesimo posto al termine della manifestazione.

## Descrizione
Il brano, scritto dallo stesso cantautore con Pietro Miano, Fabio Campedelli, Andrea Ferrara, in arte Sixpm, e Federico Vaccari, è dedicato alla fine della relazione del cantautore con la ballerina e conduttrice televisiva Giulia Stabile:

## Video musicale
Il video musicale, diretto da Byron Rosero, è stato pubblicato in concomitanza all'uscita del brano attraverso il canale YouTube del cantautore.

## Tracce
Testi e musiche di Giovanni Pietro Damian, Pietro Miano, Fabio Campedelli, Andrea Ferrara e Federico Vaccari.
1. Finiscimi – 3:11

## Classifiche
| Classifica (2024) | Posizione massima |
| ----------------- | ----------------- |
| Italia            | 28                |